# Евфимий Чудовский
Евфимий Чудовский (ум. 28 апреля (9 мая) 1705) — инок Чудова монастыря в Москве, один из идеологов «грекофильства», писатель, переводчик, редактор, библиограф. Выходец из Ртищевской школы.
Евфимий не имел священного сана, по замечанию архимандрита Гавриила (Домецкого), «Евфимий монах простый, ни он диакон, ни поп». Ученого инока уважали царь Алексей Михайлович и патриарх Никон; иеродиакон Дамаскин, близкий друг и соавтор Евфимия, утверждал, что царь и патриарх дважды уговаривали Евфимия принять архиерейский сан, но он умолил «их благочестивые величества, да оставят его в просто монашеском сане пребывати».

## Старец икеларь
В расписках в получении денег и в записях к своим переводам и сочинениям Евфимий называет себя «старцем Чудова монастыря», но отождествление книжника с его современником келарем Чудова монастыря Евфимием, часто встречающееся в литературе, представляется сомнительным. Так, на Соборе 1690 г., подтвердившем православную точку зрения на время пресуществления Св. Даров (см. Евхаристия), Сильвестр (Медведев) обвинялся в числе прочего в том, что в своей книге «Манна Хлеба животного» он называл еретиком «самаго православнаго мужа, и правды ревнителя, и Церкве поборника, и веры защитника пречестнаго отца Евфимия». Между тем Сильвестр оставил в кн. «Манна…» положительный отзыв о келаре Чудова монастыря Евфимии. Т.о., можно утверждать, что Евфимий и келарь Евфимий — разные лица, в одно время жившие в Чудовом монастыре.

## Биография
Достоверных известий о Евфимии сохранилось немного. Ф. П. Поликарпов-Орлов сообщает, что Евфимий был учеником Епифания (Славинецкого), приехавшего в Москву в 1649 г.. В 1652—1659 гг. Евфимий работал справщиком на Московском Печатном дворе.
В 1660—1669 гг. его имя отсутствует в расписках о получении жалованья и появляется снова в 1670 г., когда Евфимий вернулся к издательской деятельности. 17 июля 1690 г. указом царей Петра I и Иоанна V Алексеевичей он был отстранен от должности справщика за внесенные им без согласования с вышестоящими лицами изменения в текст месячных Миней. По-видимому, Евфимий продолжал работать на Печатном дворе внештатно до 1704 г., получая в качестве жалованья бумагу и книги.
10-летний перерыв в работе Евфимия на Печатном дворе заставил некоторых ученых высказать предположение о двух справщиках с именем Евфимий, трудившихся соответственно в 50-х и 70-90-х гг. XVII в. Однако проведенная В. Г. Сиромахой графологическая экспертиза расписок о получении жалованья установила тождество почерков справщиков. Косвенные данные, а именно прекрасное знание Евфимием литературы, изданной на Украине в 60-х гг. XVII в., и полная неосведомленность о литературе, изданной в Москве в тот же период, позволяют предположить, что в это время он жил в одном из украинских монастырей.
Сообщение о кончине Евфимия в Чудовом монастыре содержится в сборнике его трудов.

## Труды
Литературное наследие Евфимия, которого можно считать наиболее плодовитым из восточнославянских книжников X—XVII вв., огромно. Число листов, сохранивших следы его работы в качестве автора, переводчика, редактора или переписчика, составляет более 16 тыс., из них переводы и оригинальные тексты занимают более 9 тыс. листов. Евфимий оставил также множество черновых материалов: заметки, наброски и планы, черновики писем, выдержки из прочитанных книг, пометы на полях книг со своими вариантами текста. Степень участия Евфимия в создании множества текстов, несущих на себе следы его работы, остается неисследованной. Основная часть его рукописного наследия хранится в Синодальном и Чудовском собраниях ГИМ, в собраниях других рукописных отделов Москвы, в С.-Петербурге, Киеве и Ярославле.

### Составление церковнославянского перевода Нового завета
Как сотрудник Московского Печатного двора Евфимий должен был участвовать в книжной справе, осуществлявшейся при патриархе Никоне, и в подготовке изданий, вышедших при патриархах Иоакиме (Савёлове) и Адриане. Можно утверждать, что Евфимий трудился над исправлением Ирмология (М., 1657), Требника (М., 1658) и Чиновника архиерейского богослужения (М., 1677). В нач. 70-х гг. XVII в. Евфимий принял участие в переводе Нового завета с греческого языка под руководством Епифания (Славинецкого). Из-за кончины Епифания (1675) работа прервалась (по-видимому, был переведен текст Четвероевангелия), она продолжилась в 80-х — нач. 1690-х гг. В кон. 1680-х гг. труд Епифания был взят за основу иером. Космой Иверитом из афонского Иверского монастыря, который добавил к нему свой перевод Деяний св. апостолов. Текст нового перевода был исправлен Евфимием, дополнившим его своим переводом апостольских посланий и Апокалипсиса, т.о. завершилось составление новой версии церковнославянского перевода Нового завета.

### Переводы
1675 г. датируется первый самостоятельный перевод Евфимия — Творения Дионисия Ареопагита, переведенные с греческого языка. Далее последовали переводы с греческого:
- «Тайноводственных поучений» свт. Кирилла Иерусалимского;
- Бесед и Слов свт. Василия Великого;
- Толкований митр. Никиты Ираклийского на 16 Слов свт. Григория Богослова;
- Бесед свт. Григория Нисского;
- Бесед свт. Григория Паламы;
- Бесед свт. Иоанна Златоуста;
- «Божественного Катехизиса, или Толкования Божественной литургии» Н. Булгар(ис)а, изданного в Венеции в 1681 г.;
- «Об исхождении Святого Духа» митр. Нила Кавасилы;
- «Православного исповедания веры» свт. Петра (Могилы) (первая публикация: М., 1696; это единственный перевод Евфимия, изданный при его жизни);
- «Спасения грешных» монаха Агапия (Ландоса);
- «Проскинитария» Арсения Каллудиса;
- «ΘΗΣΑΥΡΟΣ» (Сокровище) митрополита Дамаскина Студита;
- Толкования на Божественную литургию Константинопольского патриарха Германа;
- Опровержения Флорентийско-Феррарского Собора Иоанна Евгеника;
- 19 стихотворений византийского поэта 1-й пол. XIV в. Мануила Филы на Беседы свт. Григория Богослова;
- Хроники (ΝΕΑ ΣΥΝΟΨΙΣ) Матфея Кигалы, изданной в Венеции в 1637 г.;
- Писем Константинопольского патриарха Фотия к Амфилохию;
- Чина поставления на царство;
- Творений свт. Симеона Солунского;
- Житий свт. Епифания Кипрского и прп. Евфимия;
- Жития и Завещания прп. Ефрема Сирина.

С латыни Евфимий перевел сочинения Ж. Гоара — Наблюдения над чином Божественной литургии свт. Иоанна Златоуста и над последованием литургии Преждеосвященных Даров.
Продолжая работу по созданию полного текста Кормчей книги, начатую в 1650-х гг. Епифанием (Славинецким), Евфимий в 1691—1695 гг. перевел или только исправил перевод Номоканона патриарха Фотия с толкованиями патриарха Феодора IV Вальсамона; правила Вселенских и некоторых поместных Соборов с толкованиями патриарха Феодора Вальсамона, «Апостольские постановления» сщмч. Климента I, епископа Римского; Синтагму Матфея Властаря (перевод Епифания (Славинецкого).
Однако, как отмечает Православная богословская энциклопедия: «быть можетъ вслѣдствіе неудобопонятности, еще большей, чѣмъ y Славинецкаго, переводы его не были изданы».

### Редакционная работа
Исправление переводов с греческого языка, сделанных в XVII в., и других церковнославянских текстов, дошедших в рукописях XV — нач. XVII в., являлось важной частью деятельности Евфимия. Среди отредактированных им сочинений можно назвать:
- Творения свт. Афанасия Александрийского (перевод Епифания (Славинецкого);
- Беседы на Шестоднев свт. Василия Великого (перевод Епифания (Славинецкого);
- «О святых таинствах» Филадельфийского митр. Гавриила Севира;
- Беседы свт. Григория Богослова (перевод Епифания (Славинецкого);
- Поучения прп. Исаака Сирина;
- «Беседы к антиохийскому народу» свт. Иоанна Златоуста;
- «Духовные беседы» прп. Макария Великого;
- Пандекты Никона Черногорца;
- «Воскресные поучения» Петра Скарги.

Евфимий исправил и отредактировал переводы полемических произведений, сделанные учениками братьев Лихудов:
- «ΑΚΟΣ, или Врачевание» и «Диалоги» Лихудов;
- «Сечивце против латинян» Максима Пелопоннесского;
- «Опровержение кальвинских глав» Мелетия Сирига;
- «Сечивце против кальвинистских заблуждений» Иерусалимского патриарха Досифея II Нотары;
- «О папской власти» Иерусалимского патриарха Нектария.

### Полемические сочинения, поучения
Евфимий является автором ряда полемических сочинений, поучений, трудов церковно-дисциплинарного характера. Ученый монах сыграл важную роль в обсуждении и окончательном утверждении на Руси православного взгляда на время пресуществления Св. Даров. Этому вопросу посвящены его труды «Показание на подверг латинского мудрствования» и «Опровержение латинского учения о времени пресуществления». Вероятно, что и книга «Остен», в которой на основе определений Собора 1690 г. были подытожены евхаристические споры в Русской Церкви и которая приписывалась патриарху Иоакиму, была составлена Евфимием (в архивах сохранился черновик книги, им написанный и отредактированный).
Церковные власти неоднократно обращались к Евфимию с просьбой дать оценку разного рода неправославным «исповеданиям веры». Евфимий написал опровержение мнений католика Григория Скибинского, Петра Артемьева, перешедшего из православия в католичество, католика Яна Белобоцкого, близкого по воззрениям к протестантам. Перу Евфимия принадлежит «Воумление от архиерея для священников» (наставление, как совершать литургию), основанное на Требнике митр. Петра (Могилы), сборник статей о Символе веры. Вопросам библеистики посвящено несколько трудов Евфимия, в которых, сопоставляя Вульгату и Септуагинту, автор доказывает превосходство последней: «Оглавление библейское… по алфавиту», трактаты «На оглаголующих священную Библию» и «Обличение на гаждателей Святого Писания Библии».
Евфимий является автором шестой (последней) редакции Жития митр. св. Алексия, Жития Ф. М. Ртищева, слов и поучений:
- на праздник в воспоминание Чуда арх. Михаила в Хонех,
- на чтение из Евангелия от Луки: Гл. 1. Ст. 52,
- о Патриаршестве, написанное для патриарха Адриана,
- о возможности изображения Бога Саваофа,
- Известие учительное (помещаемое в современных служебниках)[7].

### Стихотворения
Евфимий имел знакомство с Симеоном Полоцким, основоположником регулярной книжной поэзии. На сборник проповедей Симеона «Обед душевный» (издан в 1681 г.) он откликнулся эпиграммой:
Новосоставленная книга сия Обед

подвлагает снедь, полну душетлителных бед.
Существует еще один вариант этой эпиграммы:
Новосложная книга, зовемая Обед,

не имат обрестися без неких души бед.
Перу Евфимия принадлежат стихотворные эпитафии на смерть Сарского и Подонского митр. Павла (ум. 1675) и Епифания (Славинецкого) и ряд стихотворений:
На звезду великую, явльшуюся 189 году декабря против 15-го числа

Комита егда в небе видена бывает,

никое благо быти на земли являет,

токмо гнев божий и казнь людем возвещает.

Место пророка сие есть показание,

зовущаго грешникы на покаяние,

да отвратит бог своё негодование.

Не презорно указу сему да внимаем,

неправд всяких и обид себе да ошаем,

благодеянми бога щедра сотворяем.

Еда како господь бог от нас умолится,

яко о ниневитех благ сый ущедрится,

о злых имущих на ны быти раскается.

И показанный нам знак на многое злое,

превратит всеблагий сый на всяко благое,

токмо покажем делы покорство драгое.

Евфимий монах сия в память себе пишет,

дондеже в теле смёртнем пребывая дышет. (Иаков некто)

Комита страшнейшая не туне сияет,

казнь и гнев божий людем всем предвозвещает

и на покаяние к богу призывает.
Иисусову сладкому имени

ИИСУС сладкое ти в сердци моем впиши

имя, еже да будет сладость моей души.

Сладость бо непрестанна бывавши, боже,

умнствующу тя всегда, ИИСУСЕ, блаже.

Спасе, царю, подаждь мне твою благостыню,

ещё, молю тя, ХРИСТЕ, и грехов простыню.

Поюща Евфимиа, Христе мой, монаха

избави от вечнаго геенскаго страха.

### Библиографические работы
Евфимия можно назвать одним из основоположников русской библиографии. Он является автором «Оглавления о книгах, кто их сложил», представляющего собой список всех известных книжнику переводов с греческого языка, сделанных в период Древнерусского государства и Московской Руси. В списке приведены 2720 сочинений, принадлежащих 185 авторам, не считая нескольких десятков анонимных творений и 45 книг, опубликованных в Юго-Западной Руси между 1518 и 1665 гг.
Этот важный для истории русской культуры текст исследователи приписывали современникам Евфимия: Сильвестру (Медведеву), Поликарпову-Орлову, Епифанию (Славинецкому) и Никифору Симеонову. Однако палеографический анализ списка доказывает авторство Евфимия в отношении «Оглавления…». Евфимий также составил первую по времени роспись содержания трудов свт. Макария, перечень трудов Епифания (Славинецкого), опись книг, оставшихся после смерти Сарского и Подонского митрополита Павла, опись рукописей и книг, присланных в 1675 г. в Патриаршую ризницу из Новоиерусалимского в честь Воскресения Господня мужского монастыря и с подворья Валдайского Святоозерского в честь Иверской иконы Божией Матери монастыря, опись собственной библиотеки, оглавления и предметные указатели к западноевропейским изданиям: «Severin Binius. Concilia generalia et provincialia» (Париж, 1636. 10 т.), к творениям свт. Иоанна Златоуста (Париж, 1636—1642. 6 т.), еп. Кирского Феодорита (Париж, 1642. 4 т.), свт. Василия Великого (Париж, 1638. 3 т.) и др.

## О языке переводов и сочинений Евфимия
Церковнославянский язык переводов и сочинений Евфимия имеет особенности. В трактате «Учитися ли нам грамматики, риторики… и оттуду по-знавати Божественный писания или, и не учася сим хитростям, в простоте Богу угождати» Евфимий отстаивал необходимость образования, основанного на изучении греческого языка. Лингвистические воззрения Евфимия, развивавшего принципы учителя Епифания (Славинецкого), изложены в сочинении «О исправлении некиих по-грешений в преждепечатных книгах Минеях», в котором Евфимий доказывал правильность исправлений, внесенных им в текст Миней.
Провозглашая основным переводческим принципом буквализм («подобает истинно и право преводити от слова до слова, ничто разума и речений пременяя»), Евфимий вслед за Епифанием (Славинецким) ставил задачей максимальное приближение церковнославянского языка к греческому, стремился в переводах точно следовать греческому оригиналу, сохраняя порядок и структуру греческих слов, глагольное управление, что нередко приводило к насилию над церковнославянским языком. Его критики считали, что такие переводы лишь отпугивают читателя («мнози недоумевают и отбегают»).
Основанная на буквализме грецизация церковнославянского языка в трудах Евфимия сопровождается введением лексических неологизмов, необязательно связанных с греческим языком: юпирет (слуга), незаветствован, канонствоватися (руководствоваться канонами), клиричествуемый и др.
Работа Евфимия над церковнославянским языком носила научный характер, что подтверждается использованием им лексикографических пособий: греческого лексикона «Суда», словарей И. Скапулы, Г. Кнапьюша, А. Калепино, Греко-латино-славянского лексикона Епифания (Славинецкого), обращением к переводческому опыту предшественников, исследованием источников, сопоставлением всех доступных вариантов текста.